# Centre national de formation et d'études de la protection judiciaire de la jeunesse
Le Centre national de formation et d'études de la protection judiciaire de la jeunesse, parfois nommé par son sigle CNFE-PJJ, est l'école où se formaient les personnels de  la Protection judiciaire de la jeunesse, jusqu'en 2008.

## Histoire
En 1951, la direction de l'Éducation surveillée du Ministère de la Justice crée le Centre de formation et d'études de l'éducation Surveillée (CFEES) dont la première mission est d'assurer la formation des éducateurs. Mais l'activité du centre se développe rapidement autour de trois grands axes : formation, recherche et documentation. Le 13 mai 1958, il se dote officiellement d'un service de recherches : le Centre de formation et de recherches de l'éducation surveillée (CFRES).
En 1983, la réforme de la recherche au ministère de la Justice entraîne des modifications dans l'organisation du centre : le CFRES se subdivise en CRIV (Centre de recherches interdisciplinaire de Vaucresson, une unité de recherche associée au CNRS qui fonctionne jusqu'en 1995) et en CFEES (Centre de formation et d'études de l'éducation surveillée). Le CFEES continue à prendre en charge la formation continue et conserve un petit service d'études. Il devient en 1991 CFE-PJJ (Centre de formation et d'études de la Protection judiciaire de la jeunesse) puis CNFE-PJJ (Centre national de formation et d'études de la protection judiciaire de la jeunesse) en 1992.
(Source : Conservatoire national des archives et de l'histoire de l'éducation spécialisée, centre des archives de la protection de l'enfance et de l'adolescence)
L'arrêté du 11 mars 1992 crée le Centre national de formation et d'études de la protection judiciaire de la jeunesse. Il fonde un statut de service extérieur et en précise l'organisation territoriale - avec un pôle national et des pôles déconcentrés : les centres régionaux et interrégionaux de formation - et le fonctionnement avec un conseil scientifique institué auprès du directeur général.
En 1994, le conseil interministériel d’aménagement du territoire décide que le CNFE-PJJ s’installera à Roubaix, sur le site occupé historiquement par les filatures Delattre. Le centre, devenu l’École nationale de protection judiciaire de la jeunesse (ENPJJ), inaugure ses nouveaux locaux en 2008.

## Missions
Le CNFE-PJJ assure 5 grandes missions :

### 1. La formation des personnels de la PJJ
Le CNFE assure la formation initiale, d'adaptation et continue de l'ensemble des personnels de la Protection judiciaire de la jeunesse. Il propose aux personnels :
- une formation initiale pour les catégories A (directeurs et professeurs techniques), B (éducateurs) et C (agents techniques d'éducation) ;
- une formation d'adaptation pour les catégories A (attachés, psychologues), B (secrétaires administratifs, assistants de service social et infirmiers) et C (adjoints administratifs, maîtres ouvriers, ouvriers professionnels, conducteurs auto) ;
- une formation continue ouverte à l'ensemble des personnels, titulaires ou non titulaires (contractuels, agents de justice).

Le dispositif de formation professionnelle est basé sur le principe de l'alternance entre des stages dans les établissements et services, lieux d'apprentissage par la pratique et des sessions dispensées par le site central et les pôles territoriaux de formation.
Le recrutement des personnels de la PJJ s'effectue sur concours interne et externe du Ministère de la justice. Fonctionnaires stagiaires, les élèves sont rémunérés pendant leurs études. En contrepartie, ils signent l'engagement de servir l'État pendant cinq ans au moins.
La formation à la PJJ repose sur un dispositif national, dont les compétences sont réparties entre un site central (Vaucresson - Marly le Roi) et 11 pôles territoriaux de formation (9 PTF en métropole et 2 PTF outre-mer) assurant un accompagnement plus proche du terrain d'exercice. Ces pôles territoriaux mettent en œuvre les politiques de formation continue définies par les régions, à l'intérieur du cadre national, et contribuent à la formation initiale des personnels.

### 2. Recherches et études
Le CNFE contribue à la production et à la valorisation de connaissances susceptibles d'éclairer les questions soulevées dans la pratique par l'éducation des mineurs en danger et délinquants. Il développe des activités de recherche, de documentation et d'édition qui, plus largement, s'étendent aux milieux professionnels voisins de l'éducation spécialisée et du travail social.

### 3. Espace Ressources Formation
Le CNFE propose aux formateurs, stagiaires, professionnels du travail social et chercheurs des ressources documentaires et pédagogiques multimédia relatives au champ de la délinquance juvénile et de l'enfance en danger, ainsi qu'aux thèmes sociaux liés à la PJJ (éducation, violence, toxicomanie, etc). Le centre de documentation de Marly propose quant à lui des informations plus spécifiquement destinées à la formation des éducateurs et à la réalisation de leur mémoire.

### 4. Coopération internationale
Le CNFE organise des activités d'échanges et d'accueil réciproques entre professionnels désireux de confronter les systèmes de protection de la jeunesse, les cadres de références et les pratiques respectives.

### 5. Mission de conseil
Le CNFE conseille et accompagne les services déconcentrés sur les champs du management, de l'organisation et de la conduite de projets.